# Altenbaindt
Altenbaindt ist ein Gemeindeteil von Holzheim im schwäbischen Landkreis Dillingen an der Donau in Bayern. Das Pfarrdorf wurde am 1. Oktober 1970 nach Weisingen eingemeindet, das am 1. Mai 1978 mit Eppisburg nach Holzheim eingemeindet wurde.

## Lage
Der Ort liegt zwei Kilometer südwestlich von Holzheim an einer Talmulde des Weisinger Baches.

## Geschichte
Altenbaindt wird erstmals 1345 als „Altenbiunt“ urkundlich genannt. Vermutlich wurde es als Ausbausiedlung von Weisungen aus angelegt. Bis 1345 besaßen die Herren von Burgau die Grundherrschaft im Ort, die sie an die Augsburger Familie Riederer verkauften. Im Jahr 1357 kam die Grundherrschaft an das Katharinenkloster Augsburg. Im 15. Jahrhundert wurde das Kloster zum alleinigen Grund- und Dorfherrn im Ort. Im Zuge der Säkularisation 1802/03 kam Altenbaindt an Bayern und wurde zum 1. Juni 1804 dem Landgericht Dillingen zugeteilt.

### Religionen

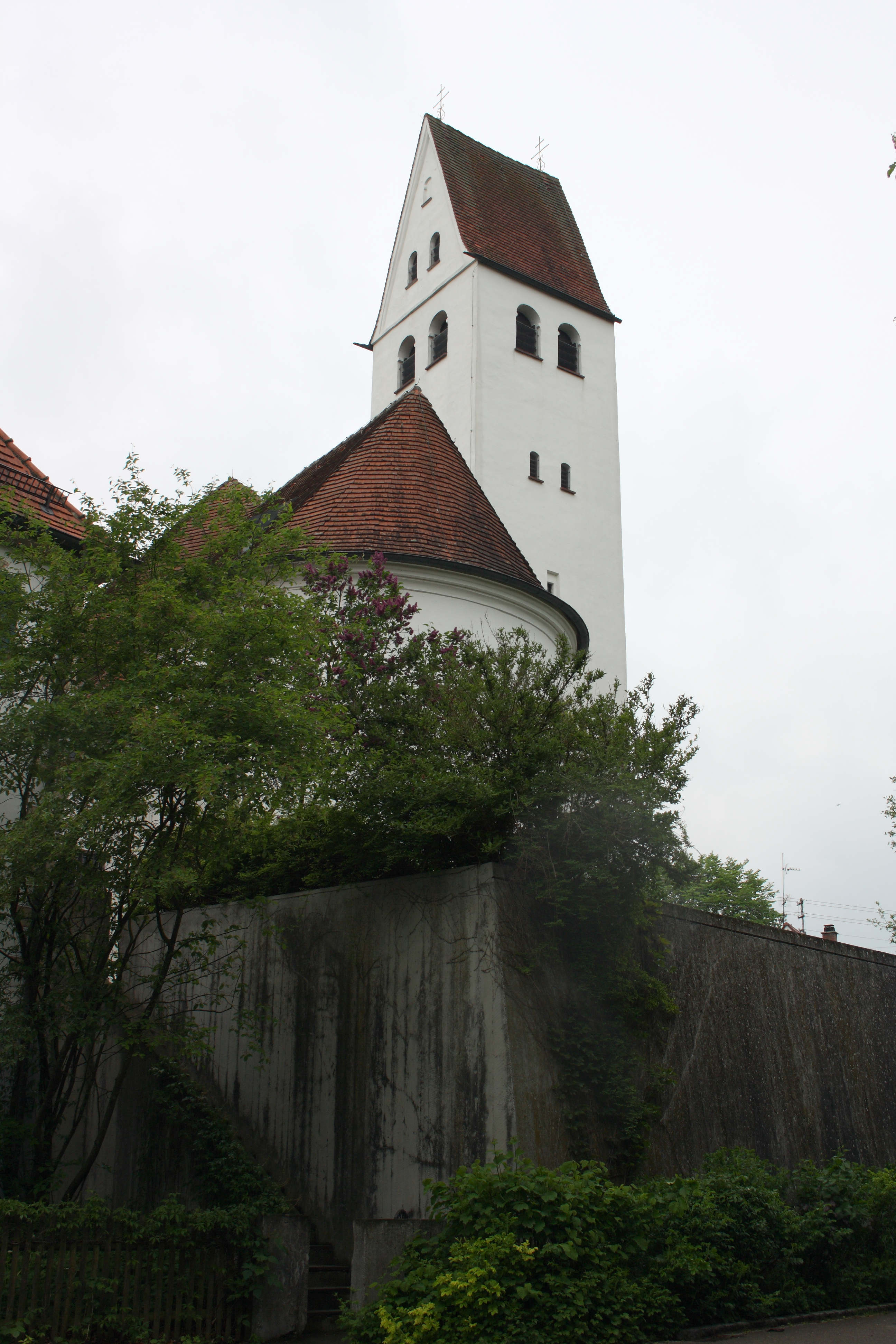
Kirche St. Stephan

Ursprünglich gehörte Altenbaindt zur Urpfarrei Holzheim. Im 14. Jahrhundert war der Ort aber bereits Sitz einer eigenen Pfarrei, zu der auch Teile von Weisingen (bis 1810) gehörte. Der Turm der katholischen Pfarrkirche St. Stephan stammt aus spätgotischer Zeit. Im Jahr 1739 wurde er erhöht und 1784 wurde das Langhaus und der Chor neu errichtet.

### Bevölkerungsentwicklung
- 1840: 126 Einwohner
- 1875: 149 Einwohner
- 1939: 145 Einwohner
- 1950: 198 Einwohner
- 1961: 160 Einwohner[2]
- 1970: 141 Einwohner[2]
- 1980: 138 Einwohner
- 2000: 141 Einwohner
- 2014: 122 Einwohner

## Bodendenkmäler
Siehe: Liste der Bodendenkmäler in Holzheim (bei Dillingen an der Donau)